# Pieni-Sulkava
Pieni-Sulkava är en sjö i kommunen Nyslott i landskapet Södra Savolax i Finland. Sjön ligger 82,5 meter över havet. Arean är 1,87 kvadratkilometer och strandlinjen är 11,84 kilometer lång. Sjön  ingår i Vuoksens huvudavrinningsområde.   Den ligger omkring 96 kilometer öster om S:t Michel och omkring 300 kilometer nordöst om Helsingfors. 
I sjön finns ön Kalmosaari, Puolukkasaaret och Välisaaret. 